# Alliance for Audited Media
L'Alliance for Audited Media (AAM) è un'organizzazione del settore no profit nordamericana fondata nel 1914 dall'Associazione degli inserzionisti nazionali per contribuire a garantire la trasparenza e la fiducia dei media nei loro confronti e verso i mezzi di comunicazione di massa.
Originariamente noto come Audit Bureau of Circulations (ABC), AAM è divenuto una fonte di informazione sui media verificati e di sulle certificazioni delle piattaforme tecnologiche, che fornisce standard, servizi di audit interno e dati per gli operatori del settore pubblicitario ed editoriale. È una delle oltre tre dozzine di organizzazioni di questo tipi esistenti al mondo, riunite nella International Federation of Audit Bureaux of Circulations (IFABC).
AAM verifica in modo indipendente la diffusione della stampa e delle versioni digitali, delle app per dispositivi mobili, analisi di siti Web, dei social media, delle piattaforme tecnologiche e profilazione del pubblico per giornali. I suoi prodotti sono destinati a riviste e società che gestiscono media digitali negli Stati Uniti e in Canada. Nello spazio pubblicitario digitale, AAM esegue audit idonei al rilascio di certificazioni tecniche di conformità agli standard di settore stabiliti dall'Interactive Advertising Bureau, dal Media Rating Council, dal Trustworthy Accountability Group e dal Mobile Marketing Association.

## Storia
All'inizio del XX secolo, l'Association of National Advertisers (ANA) notò che gli editori della carta stampata necessitavano di dati sulla tiratura verificabili e certificati. Nel 1914 gli inserzionisti, le agenzie pubblicitarie e gli editori degli Stati Uniti e del Canada diedero vita al primo Audit Bureau of Circulations per restituire credibilità e autorevolezza all'interno del mercato della carta stampata.

Con l'espansione delle piattaforme di media digitali, gli operatori desiderano metriche robuste e credibili sin un ambiente multicanale. Il 15 novembre 2012, ABC Nord America mutò il proprio nome in Alliance for Audited Media per riflettere il contesto dei nuovi media e i modelli di business in evoluzione dei suoi membri.

## Governance
AAM è governato da un consiglio di amministrazione nel quale siedono i vertici dell'editoria, del marketing e della pubblicità degli Stati Uniti e del Canada. Insieme a una rete capillare di comitati, il consiglio di amministrazione di AAM stabilisce gli standard degli indicatori e della reportistica resa disponibili ai alla carta stampata e ai media digitali.
I dati controllati da AAM sono indirizzati agli esperti di marketing e agenzie pubblicitarie per pianificare l'acquisto e la gestione degli spazi pubblicitari sui media. Le informazioni sono contenute in un database AAM, diffuso sia tramite diversi fornitori di dati di settore complementari (come Gfk MRI e Kantar Media SRDS) che mediante una sincronizzazione automatica con le banche dati proprietarie di molte grandi agenzie pubblicitarie e rivenditori lato client.
L'organizzazione ha sede ad Arlington Heights, nell'Illinois, con uffici a New York City e a Toronto.

## Affiliazione
L'iscrizione è riservata agli editori, alle società proprietarie o gestori di media digitali, agli inserzionisti e alle agenzie pubblicitarie. Inoltre, qualsiasi persona, azienda o società che richiede l'accesso ai dati multimediali può richiedere di associarsi. AAM funge da forum del settore, collegando inserzionisti, agenzie pubblicitarie ed editori per discutere dei problemi e delle nuove tendenze, traducendoli in nuovi standard.